# 单叶黄耆
单叶黄耆（学名：Astragalus efoliolatus）为豆科黄芪属的植物，是中国的特有植物。分布在蒙古以及中国大陆的宁夏、陕西、内蒙古、甘肃等地，常生长在砂质冲积土上，目前尚未由人工引种栽培。